# Eaux noires (environnement)
Eaux vannes
Pour les articles homonymes, voir Eaux noires.

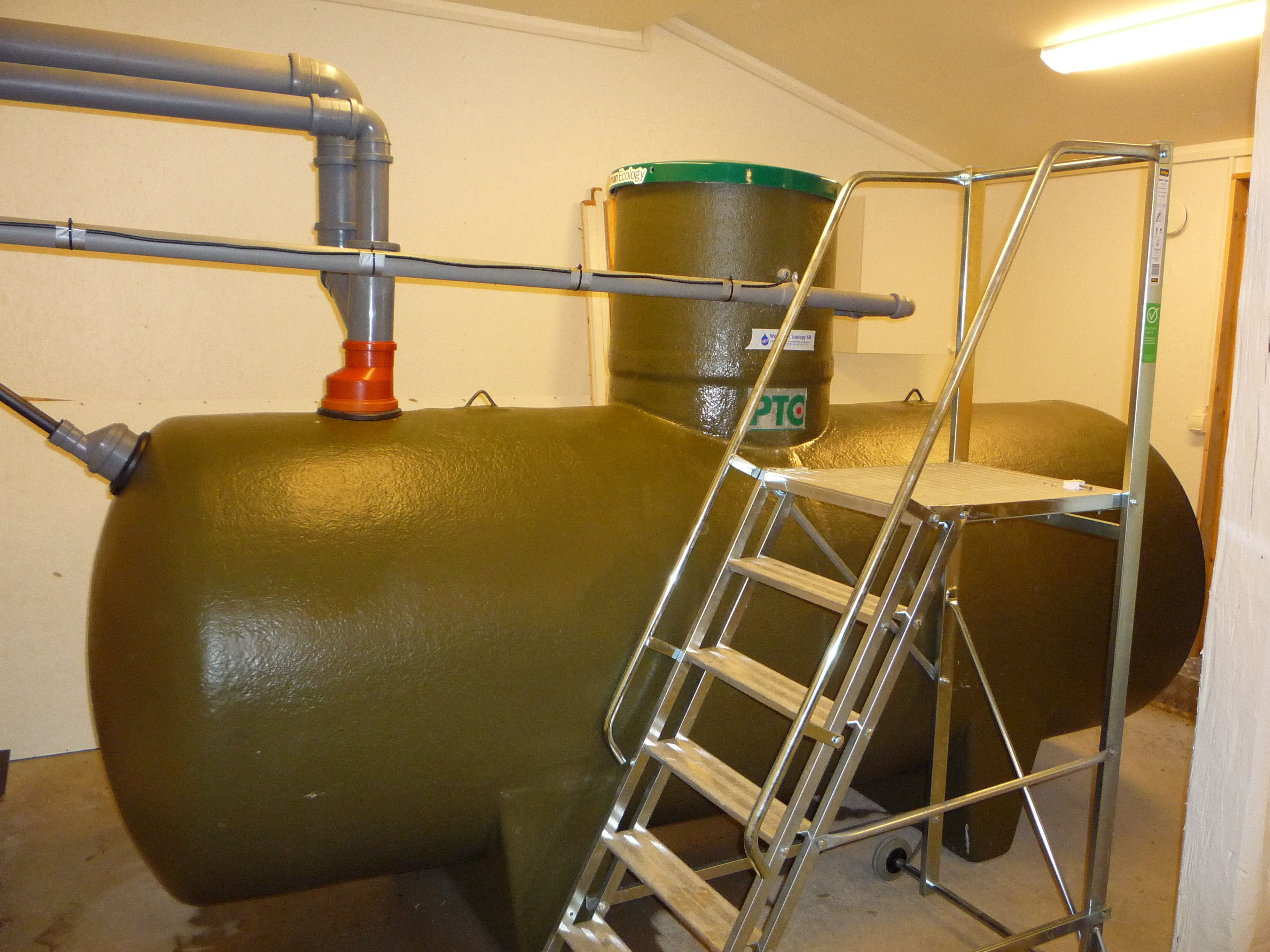
Réservoir de collecte des eaux-vannes dans un bâtiment de Stockholm.

Les termes « eaux vannes » ou « eaux noires » (terme généralement préféré dans le monde de la navigation) désignent, en environnement et dans l'industrie, les eaux généralement issues du réseau d'évacuation des eaux domestique contenant des sous-produits de la digestion tels que les matières fécales et l'urine. Elles s'opposent aux eaux grises qui sont également des eaux usées domestiques mais faiblement polluées (comme l'eau d'une douche ou d'un évier),. Les eaux noires sont généralement transportées dans un réseau d'égout ou traitées par une solution d'assainissement non collectif.

## Risque sanitaire
Les eaux noires peuvent être un danger pour la santé car elles véhiculent des agents :
- pathogènes : d'origine virale et bactérienne, parasitaire et fongique ;
- chimiques : minérales (calcium, sodium, arsenic, plomb…) et organiques (pesticides, nitrites, hydrocarbures aromatiques polycycliques) ;
- physiques : d'origine thermique (réchauffement de l'eau) et radioactive.

Une des plus grandes réussites des sociétés industrielles a été la réduction des transmissions de maladies par les eaux vannes avec la mise en place de règles d'hygiène et d'un processus d'assainissement, y compris le développement des réseaux d'égout et de la plomberie.

## Recyclage
La méthode la plus fréquemment utilisée pour le traitement des déchets dans les zones rurales, où il n'y a pas de réseaux d'égout municipaux, reste l'utilisation d'un assainissement non collectif (tel qu'une fosse septique, une microstation ou encore un filtre compact). En ce qui concerne l'utilisation d'un assainissement collectif, les eaux vannes sont dirigées, avec notamment les eaux ménagères, vers un collecteur, qui a son tour dirige les eaux usées vers une station d'épuration. Par la suite, les eaux-vannes sont traitées puis rejetées dans la nature, cours d'eau ou drains.
Les eaux vannes peuvent être réduites ou réutilisées grâce à l'utilisation d'urinoirs à économiseur d'eau, de toilettes sèches ou des eaux ménagères.
Dans les milieux ruraux difficiles d'accès, sans réseau d'égout ou de fosse septique, les populations peu nombreuses autorisent l'utilisation de seaux hygiéniques et d'étangs d'eaux usées (voir : étang anaérobie), exempts de cette menace de transmission de maladies, présente dans les milieux où la population est plus dense. Les seaux hygiéniques sont utilisés dans les villages ruraux d'Alaska, où les systèmes de traitement des déchets ne peuvent pas être utilisés à cause du pergélisol.

## Domaines d'utilisation du terme
Le terme « eaux vannes » est généralement préféré dans le BTP, l'industrie, les réseaux domestiques et l'agriculture.
Le terme « eaux noires » peut être utilisé :
- Dans le monde maritime, c'est le nom donné aux eaux contenant des matières fécales et des produits chimiques et devant être traitées avant toute utilisation ou rejet dans la nature.

- Dans les ports, ce terme est utilisé pour le rejet des toilettes des navires[8].

- On parle aussi d'eaux noires pour le réservoir des toilettes des camping-cars[9] contenant des excréments mais aussi, souvent des produits chimiques destinés à les dissoudre, qui doivent être vidangés dans les endroits prévus à cet effet (toilettes publiques par exemple)[9].

## Eaux noires et eaux grises
Contrairement aux eaux grises qui peuvent être réutilisées pour le nettoyage, par exemple, les eaux noires doivent être traitées avant tout rejet dans la nature.
Les camping-cars sont souvent équipé de 2 réservoirs indépendants :
- un pour les eaux grises (douche, évier, etc.) ;
- un pour les eaux noires, souvent sous forme d'une cassette qui peut être vidangée dans n'importe quelles toilettes (publiques ou privées).